# Жан-Кевін Огюстен
Жан-Кеві́н Огюсте́н (фр. Jean-Kévin Augustin, нар. 16 червня 1997, Париж) — французький футболіст гаїтянського походження, нападник клубу «Базель».

## Клубна кар'єра

### «Парі Сен-Жермен»
Народився 16 червня 1997 року в місті Париж. Розпочав займатись футболом в клубах «Плезір» та «Булонь-Біттанкурт», а 2009 року потрапив в академію «Парі Сен-Жермена».
В основній команді дебютував 8 квітня 2015 року в матчі Кубка Франції проти «Сент-Етьєн», замінивши на 88-й хвилині Хав'єра Пасторе, коли рахунок був 4-1, на користь парижан. Це був його єдиний матч за клуб у сезоні 2014/15, а з наступного розіграшу він став частіше допускатись до матчів основної команди. Загалом він встиг відіграти за паризьку команду 23 матчі в національному чемпіонаті і виграв низку національних трофеїв, проте основним гравцем не став.

### «РБ Лейпциг»
6 липня 2017 року за 13 мільйонів євро перейшов у німецький «РБ Лейпциг», підписавши п'ятирічний контракт. Перший сезон у німецькому клубі був результативним: 12 голів у 37 матчах усіх змагань та статус другого найкращого бомбардира клуба після Тімо Вернера. Однак наступного сезону Огюстен грав мало, програвши конкуренцію за місце в осноному складі Юссуфові Поульсену та тому ж Тімо Вернеру.
1 вересня 2019 на правах оренди перейшов до французького «Монако». 26 січня 2020, не зумівши закріпитися в складі французького клубу через високу конкуренцію, припинив оренду в «Монако» та одразу був орендований командою англійського Чемпіоншипа «Лідс Юнайтед».

## Виступи за збірні
2012 року дебютував у складі юнацької збірної Франції, взяв участь у 32 іграх на юнацькому рівні, відзначившись 20 забитими голами. Особливою результативністю відзначився в збірній U-19: 12 голів у 13 матчах.
У 2016–2018 роках грав за молодіжну збірну Франції, забивши 5 голів у 9 матчах.

## Статистика виступів

### Статистика клубних виступів
| Сезон                       | Команда                     | Чемпіонат                   | Чемпіонат | Чемпіонат | Національний кубок | Національний кубок | Національний кубок | Континентальні кубки | Континентальні кубки | Континентальні кубки | Інші змагання | Інші змагання | Інші змагання | Усього | Усього |
| Сезон                       | Команда                     | Comp                        | Pres      | Голів     | Comp               | Pres               | Голів              | Comp                 | Pres                 | Голів                | Comp          | Pres          | Голів         | Pres   | Голів  |
| --------------------------- | --------------------------- | --------------------------- | --------- | --------- | ------------------ | ------------------ | ------------------ | -------------------- | -------------------- | -------------------- | ------------- | ------------- | ------------- | ------ | ------ |
| 2014–15                     | «Парі Сен-Жермен»           | Л1                          | 0         | 0         | КФ+КЛ              | 1+0                | 0                  | ЛЧ                   | 0                    | 0                    | СФ            | 0             | 0             | 1      | 0      |
| 2015–16                     | «Парі Сен-Жермен»           | Л1                          | 13        | 1         | КФ+КЛ              | 1+1                | 0                  | ЛЧ                   | 1                    | 0                    | СФ            | 1             | 0             | 17     | 1      |
| 2016–17                     | «Парі Сен-Жермен»           | Л1                          | 10        | 1         | КФ+КЛ              | 1+1                | 0                  | ЛЧ                   | 1                    | 0                    | СФ            | 0             | 0             | 13     | 1      |
| Усього за «Парі Сен-Жермен» | Усього за «Парі Сен-Жермен» | Усього за «Парі Сен-Жермен» | 23        | 2         |                    | 5                  | 0                  |                      | 2                    | 0                    |               | 1             | 0             | 31     | 2      |
| 2017–18                     | «РБ Лейпциг»                | БЛ                          | 25        | 9         | КН                 | 1                  | 0                  | ЛЧ+ЛЄ                | 5+6                  | 1+2                  | -             | -             | -             | 37     | 12     |
| 2018–19                     | «РБ Лейпциг»                | БЛ                          | 17        | 3         | КН                 | 2                  | 1                  | ЛЄ                   | 11                   | 4                    | -             | -             | -             | 30     | 8      |
| Усього за «РБ Лейпциг»      | Усього за «РБ Лейпциг»      | Усього за «РБ Лейпциг»      | 42        | 12        |                    | 3                  | 1                  |                      | 22                   | 7                    |               | -             | -             | 67     | 20     |
| 2019–20                     | «Монако»                    | Л1                          | 10        | 0         | КФ+КЛ              | 1+2                | 0+1                | -                    | -                    | -                    | -             | -             | -             | 13     | 1      |
| Усього за кар'єру           | Усього за кар'єру           | Усього за кар'єру           | 75        | 14        |                    | 11                 | 2                  |                      | 24                   | 7                    |               | 1             | 0             | 111    | 23     |

## Титули і досягнення

### Клубні
- Чемпіон Франції (2):

«Парі Сен-Жермен»: 2014–15, 2015–16
- Володар Кубка французької ліги (3):

«Парі Сен-Жермен»: 2014–15, 2015–16, 2016–17
- Володар Кубка Франції (4):

«Парі Сен-Жермен»: 2014–15, 2015–16, 2016–17
«Нант»: 2021–22
- Володар Суперкубка Франції (3):

«Парі Сен-Жермен»: 2014, 2015, 2016

### Збірна
- Чемпіон Європи серед юнаків U-19 (1):

Юнацька збірна Франції (U-19): 2016
- Найкращий бомбардир Чемпіонату Європи серед юнаків U-19 (1):

Юнацька збірна Франції (U-19): 2016